# Eucosmophora atlantis
Eucosmophora atlantis är en fjärilsart som först beskrevs av Edward Meyrick 1924.  Eucosmophora atlantis ingår i släktet Eucosmophora och familjen styltmalar.
Artens utbredningsområde är Costa Rica. Inga underarter finns listade i Catalogue of Life.